# Pawłowice (gromada w powiecie ryckim)
Pawłowice – dawna gromada, czyli najmniejsza jednostka podziału terytorialnego Polskiej Rzeczypospolitej Ludowej w latach 1954–1972.
Gromady, z gromadzkimi radami narodowymi (GRN) jako organami władzy najniższego stopnia na wsi, funkcjonowały od reformy reorganizującej administrację wiejską przeprowadzonej jesienią 1954 do momentu ich zniesienia z dniem 1 stycznia 1973, tym samym wypierając organizację gminną w latach 1954–1972.
Gromadę Pawłowice z siedzibą GRN w Pawłowicach utworzono – jako jedną z 8759 gromad na obszarze Polski – w powiecie garwolińskim w woj. warszawskim, na mocy uchwały nr VI/10/2/54 WRN w Warszawie z dnia 5 października 1954. W skład jednostki weszły obszary dotychczasowych gromad Długowola, Paprotnia, Pawłowice i Piotrowice ze zniesionej gminy Stężyca w tymże powiecie. Dla gromady ustalono 17 członków gromadzkiej rady narodowej.
1 stycznia 1956 gromada weszła w skład nowo utworzonego powiatu ryckiego w tymże województwie.
31 grudnia 1961 do gromady Pawłowice przyłączono część kolonii Wólka Tyrzyńska Nadwiślańska, położoną na prawym brzegu rzeki Wisły, z gromady Wólka Tyrzyńska w powiecie kozienickim w woj. kieleckim, po czym gromadę Pawłowice zniesiono, włączając jej obszar do gromady Stężyca w powiecie ryckim w woj. warszawskim.